# 国際連合プレヴラカ監視団
国際連合プレヴラカ監視団（こくさいれんごうプレヴラカかんしだん、英語: United Nations Mission of Observers in Prevlaka, UNMOP）は、クロアチアとユーゴスラビア連邦共和国の境界にあたるプレヴラカ半島に展開した国際連合平和維持活動。1996年1月15日の国際連合安全保障理事会決議1038に基づき設立された。

## 概要
プレヴラカ半島はアドリア海に面し、クロアチア最南部にあたりユーゴスラビア連邦共和国との境界部であった。両国にとり戦略上重要な地域であったため、ユーゴスラビア紛争中の1992年9月の合意により緊張緩和のため非武装化されることとなった。最初は平和維持活動として国際連合保護軍 (UNPROFOR)、次いで国際連合クロアチア信頼回復活動(UNCRO)がその任にあてられていた。1995年にデイトン合意が結ばれ、クロアチア紛争およびボスニア・ヘルツェゴビナ紛争の全般的な和平が図られると、平和維持活動もそれに合わせて再編成が図られることとなった。1996年1月15日の安保理決議1038により、プレヴラカ半島の非武装化については国際連合プレヴラカ監視団(United Nations Mission of Observers in Prevlaka,UNMOP)を設立し、UNCROから任務を引き継ぐこととなった。UNMOPは業務移行を済ませ、2月1日より任務を開始した。
UNMOPの規模は軍事監視要員28名および文民スタッフからなる。担当地域を巡回し、非武装化の維持・監視に努めた。任務期間中に大規模なトラブルは無く、緊張緩和が進んだ。ユーゴスラビア連邦共和国での政権交代などが行なわれると、武力紛争再発可能性が低下したため、2002年12月15日にUNMOPは活動を終了した。